# Endeavour-River-Nationalpark
Der Endeavour-River-Nationalpark (engl.: Endeavour River National Park) ist ein Nationalpark im Nordosten des australischen Bundesstaates Queensland. Er liegt 1.561 Kilometer nordwestlich von Brisbane, unmittelbar nordöstlich anschließend an das Stadtgebiet von Cooktown an der Mündung des Endeavour River in die Korallensee.

## Geschichte
Die Endeavour unter dem Kommando von Leutnant James Cook lief am 11. Juni 1770 auf das heute so genannte Endeavour Reef auf, das vor Cape Tribulation liegt. Das Schiff drohte zu sinken, die Mannschaft rettete sich auf das Festland und erst einen Tag später konnte es zur Reparatur an das Ufer des Flusses gezogen werden. Diesen Fluss nannten die Ureinwohner Wabalumbaal. Der Fluss wurde später nach dem Schiffsnamen Endeavour River benannt. Der Nationalpark wiederum erhielt seinen Namen nach dem Fluss.
Da die Schiffsreparatur bis zum 4. August dauerte, sammelten die Naturalisten Joseph Banks und Daniel Solander zahlreiche Exemplare der „australischen“ Flora aus diesem Gebiet, die sie mit zu den Royal Botanic Gardens in England nahmen. Sydney Parkinson illustrierte als Erster australische Aborigines, die man in der Nähe fand, und zusätzlich die gesammelten Pflanzen und die Tiere, die man entdeckte. Kängurus erhielten damals ihren englischen Namen (Kangaroo), das aus der Sprache der dortigen Aborigines, der Guugu Yimithirr entlehnt wurde.

## Geländeformen
Im heutigen Nationalpark finden sich Sanddünen, Süßwasser-Feuchtgebiete, Mangrovenwälder, Küstenheideland, sowie das Ästuar und der Unterlauf des Endeavour River.

## Flora und Fauna
Die Pflanzen- und Tierarten, die die Engländer 1770 in dieser Gegend sammelten und sichteten, findet man heute noch im Nationalpark. Dazu gehören z. B. Streifenpossums (Dactylopsila trivirgata), Kurzkopfgleitbeutler, Pinselschwanzbeutler, Fledermäuse, Bandicoots, Honigfresser und Papageien. In der Flussmündung des Endeavour River gibt es Leistenkrokodile und verschiedene Froscharten.

## Einrichtungen und Zufahrt
Es gibt keine Zeltplätze im Park und auch das wilde Campen ist nicht erlaubt.
Cooktown ist über den Mulligan Highway erreichbar. Die meisten Teile des Nationalparks sind nur mit dem Boot zugänglich.